# Villalba de Rioja
Villalba de Rioja é um município da Espanha 
na província e comunidade autónoma de La Rioja, de área 8,82 km² com população de 162 habitantes (2004) e densidade populacional de 18,37 hab/km².

## Demografia
| Variação demográfica do município entre 1991 e 2004 | Variação demográfica do município entre 1991 e 2004 | Variação demográfica do município entre 1991 e 2004 | Variação demográfica do município entre 1991 e 2004 |
| --------------------------------------------------- | --------------------------------------------------- | --------------------------------------------------- | --------------------------------------------------- |
| 1991                                                | 1996                                                | 2001                                                | 2004                                                |
| 178                                                 | 161                                                 | 158                                                 | 162                                                 |